# Championnats du monde de gymnastique aérobic 2002
Navigation
Riesa 2000 Sofia 2004
Les 7es championnats du monde de gymnastique aérobique ont lieu à Klaipėda, en Lituanie, du 29 au 31 juillet 2002.

## Podiums
| Épreuves                    | Or                                                                                                 | Argent | Bronze                                                                                            |
| --------------------------- | -------------------------------------------------------------------------------------------------- | --- | ------------------------------------------------------------------------------------------------- |
| Individuel                  | | |                                                                                                   |
| Hommes résultats détaillés  | Jonatan Canada                                                                                     | Grégory Alcan                                                                                                | S. Marchenkov                                                                                     |
| Femmes résultats détaillés  | Yuriko Ito                                                                                         | Izabela Lăcătuș                                                                                              | Mihaela Pohoață                                                                                   |
| Groupes                     | | |                                                                                                   |
| Couples résultats détaillés | Russie Tatiana Soloviova Vladislav Oskner                                                          | Italie Giovanna Lecis Wilkie Satti Sanchez                                                                   | Roumanie Izabela Lăcătuș Remus Nicolai                                                            |
| Trio résultats détaillés    | Espagne Alba de las Heras Jonatan Canada Israel Carrasco                                           | Bulgarie Assia Ramizova Tanya Hadjieva Margarita Stoyanova                                                   | Chili C.E. Olivares Arancibia Carolina Chacon Molinez J.P. Olivares Arancibia                     |
| Trio résultats détaillés    | Roumanie Madalina Gogitu Aurelia Ciurea Cristina Marin Daniela Nicolai Mihaela Pohoață Mirela Rusu | Russie Marina Ulbina Irina Ulbina Ekaterina Cherepanova Ekaterina Lunyushkina Elena Kopylova Danil Chermenev | Russie Mikhail Afus Victor Sychov Vasily Kozirev Danila Chokhin Inna Soldatenko Anna Petrovicheva |

## Tableau des médailles
| Rang  | Nation   | Or | Argent | Bronze | Total |
| ----- | -------- | -- | ------ | ------ | ----- |
| 1     | Espagne  | 2  | 0      | 0      | 2     |
| 2     | Roumanie | 1  | 1      | 2      | 4     |
| 2     | Russie   | 1  | 1      | 2      | 4     |
| 4     | Japon    | 1  | 0      | 0      | 1     |
| 5     | Bulgarie | 0  | 1      | 0      | 1     |
| 5     | France   | 0  | 1      | 0      | 1     |
| 5     | Italie   | 0  | 1      | 0      | 1     |
| 8     | Chili    | 0  | 0      | 1      | 1     |
| TOTAL |          |    |        |        |       |